# Średnica (szczyt)
Średnica (621 m n.p.m.) – wzniesienie w południowo-zachodniej Polsce, w Sudetach Zachodnich, w Rudawach Janowickich.

## Położenie
Wzniesienie położone jest w Sudetach Zachodnich, w południowo-zachodniej części Rudaw Janowickich, na południe od Wzgórz Karpnickich. Wznosi się na północny wschód od centrum miejscowości Kowary.

## Charakterystyka
Wzniesienie o dwóch wierzchołkach, słabo wyniesionych ponad płaską wydłużoną powierzchnię szczytową, o stromo opadających zboczach południowych i północnych i nieco łagodniejszych zachodnich i wschodnich. Wznosi się w ramieniu odchodzącym od Skalnika w kierunku zachodnim. Od masywu Skalnika oddzielone jest Przełęczą pod Średnicą po wschodniej stronie. Szczyt stanowi zwornik dla niewielkiego grzbietu odchodzącego od wzniesienia w kierunku północnym. Położenie góry, nad przełęczą oraz rozciągnięta płaska część szczytowa góry z niewyraźnie wyniesionymi wierzchołkami, czynią górę rozpoznawalną w terenie.
Zbudowane z waryscyjskich granitów porfirowatych. Na południowo-zachodnim zboczu wzniesienia, poniżej szczytu występuje skarpa a na południowym niewielkie urwisko skalne.
Cały szczyt i zbocza porasta las świerkowy z domieszką innych gatunków drzew liściastych, tylko niewielką część północno-wschodniego zbocza zajmują górskie łąki.
Zbocza poniżej szczytu trawersuje kilka leśnych dróg i ścieżek.
W przeszłości góra nosiła nazwę Mitel-Berg.
Wzniesienie położone jest na terenie Rudawskiego Parku Krajobrazowego.

## Turystyka
Przez południowe i wschodnie zbocze góry prowadzi szlak turystyczny:
- - czerwony fragment Głównego Szlaku Sudeckiego prowadzącego z Mysłakowic przez Bukowiec na masyw Skalnika i dalej.